# Ricardo Cardoso
Ricardo Manuel de Chrystêllo e Oliveira de Figueiredo Cardoso (Nova Lisboa, Angola, 1958) é um magistrado português. Durante 20 anos, foi juiz no Tribunal da Boa-Hora, sendo actualmente juiz-desembargador do Tribunal da Relação de Lisboa.

## Biografia
Nascido em Nova Lisboa, actual cidade de Huambo, Angola, passou a sua infância entre Luanda e Viseu, mudando-se durante a guerra colonial para Lourenço Marques, actual Maputo, em Moçambique, e posteriormente para Lisboa, Portugal, onde ingressou na Faculdade de Direito de Lisboa. Pelo lado paterno é oriundo de uma família de origem viseense com fortes convicções republicanas e pelo materno de uma família aristocrata e proprietária de terras no Norte do país e nas antigas colónias, natural do Porto e de Aveiro, tendo o seu bisavô e trisavô sido juízes no seu tempo. É filho de António José de Figueiredo Cardoso (1928-2003), oficial do Exército Português que desempenhou vários cargos no Estado, dos quais se destacam o cargo de Subsecretário do Planeamento e das Finanças no governo provisório e transitório de Moçambique e Director-Geral da Reforma Administrativa, entre outros. Desde criança, durante os eventos oficiais que a família frequentava, usava sempre um laço em vez de uma gravata, desenvolvendo desde essa altura o seu gosto pelo acessório de moda que ainda hoje usa e lhe valeu a alcunha de "o juiz do laço".
Magistrado desde 1982, presidiu ou assistiu no colectivo de juízes a julgamentos de casos muito mediatizados, como o processo dos GAL (Grupos Antiterroristas de Libertação, de combate à ETA), do homicídio de José Carvalho (militante do PSR assassinado por um grupo de skinheads), do ex-governador de Macau Carlos Melancia (acusado de corrupção, de que seria ilibado com o voto contra de Ricardo Cardoso), do homicídio do director dos serviços prisionais Gaspar Castelo Branco por membros do FP-25, da associação criminosa e gestão danosa da Universidade Moderna (conhecido como Caso Moderna) ou ainda o processo contra o ex-presidente do Benfica, João Vale e Azevedo, entre muitos outros. Notabilizou-se pelas decisões polémicas que tomou nestes casos, quase sempre confirmadas pelos tribunais superiores, bem como pela forma dura como dirigia as audiências e pelas explicações históricas e citações literárias que incluía nas suas sentenças. 
O mediatismo dos casos em que esteve envolvido valeu-lhe por várias ocasiões os epítetos de Garzón, Di Pietro ou Falcone português - numa alusão ao magistrado espanhol, ao promotor público italiano e ao juiz italiano da "Operação Mãos Limpas".
Actualmente, como juiz-desembargador no Tribunal da Relação de Lisboa, continua a marcar a sua posição contra os casos de corrupção e de abuso de poder existentes nas várias esferas da sociedade e instituições portuguesas, sendo as suas intervenções nos recursos que lhe são atribuídos ainda hoje mediáticas.